# Channiel (potomek Asera)
Chaniel (imię prawdopodobnie znaczy: „Bóg okazał łaskę” lub „łaska Boża”) – postać biblijna Starego Testamentu wspomniana w 1 Kronik 7,39. Izraelita, syn Ulli z pokolenia Asera. Z Pisma Świętego dowiadujemy się, że był on dzielnym „wojownikiem i mocarzem” oraz przełożonym naczelników.
Inny sposób oddania imienia to Haniel (Biblia gdańska, Biblia Jakuba Wujka).